# Chrysotus longiseta
Chrysotus longiseta är en tvåvingeart som först beskrevs av Octave Parent 1933.  Chrysotus longiseta ingår i släktet Chrysotus och familjen styltflugor. Inga underarter finns listade i Catalogue of Life.